# Godshuis Onze-Lieve-Vrouw van de zeven Weeën

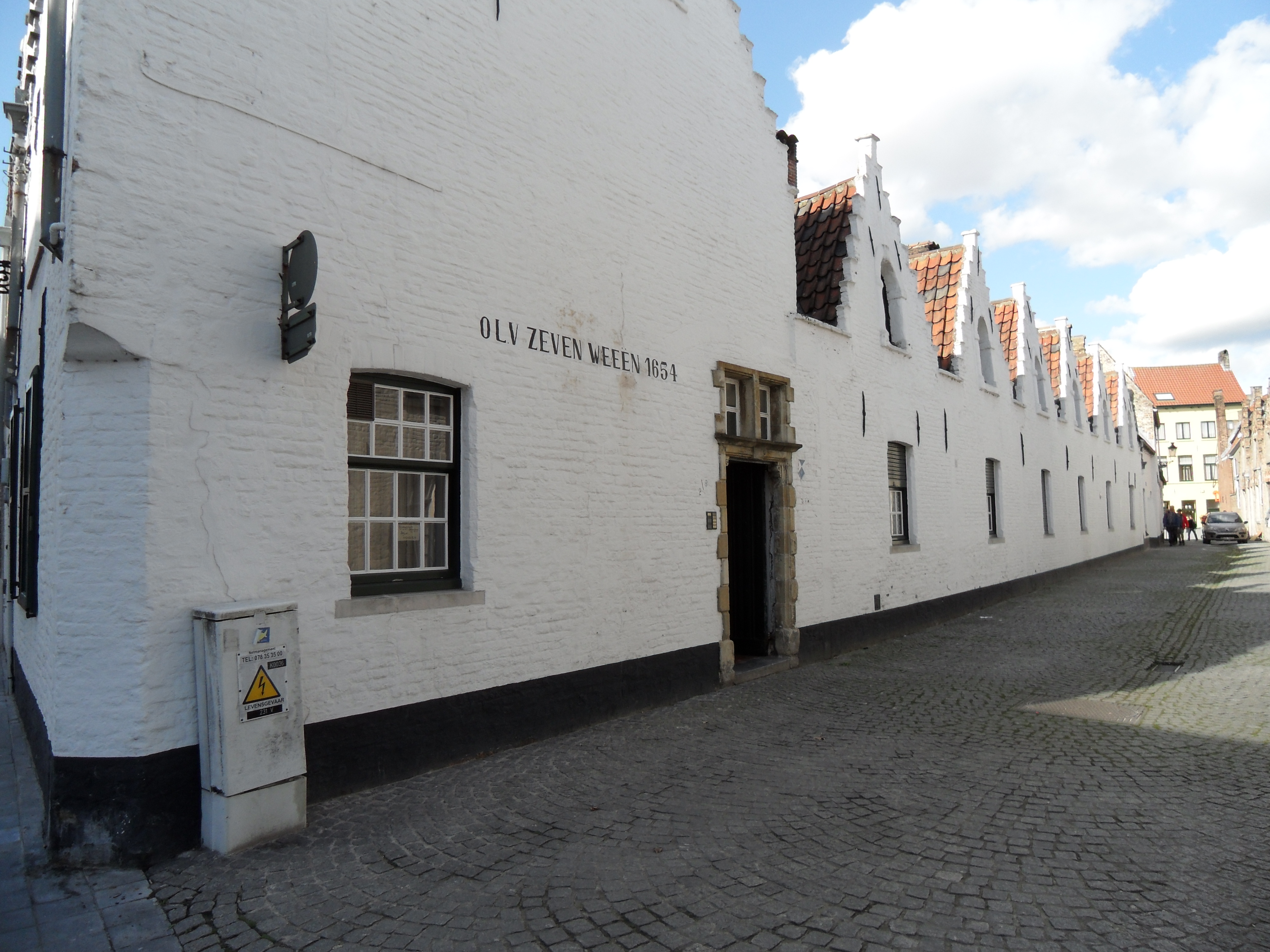
Het godshuis Onze-Lieve-Vrouw van de Zeven Weeën

Onze-Lieve-Vrouw van de Zeven Weeën, ook genoemd Dischhuys van der Straeten, is een godshuis in de Oude Gentweg en Driekroezenstraat in Brugge.

## Geschiedenis
De stichter van deze godshuisgroep was Joost van der Straeten (†13 maart 1675). Hij was een zoon van Justus van der Straeten, burgemeester van Sluis, en van Cornelia de Schemere. In het stadsbestuur van Brugge was hij schepen (1612) en thesaurier (1629). Hij was voogd van de Potterie en lid van de Edele Confrérie van het Heilig Bloed. Hij trouwde viermaal, met
- Katarina Kelderman (†1623),
- Anna van den Bogaerde (†1641),
- Maria de Damhouder (†1660),
- Cornelia de Ruysschere.

Samen met Maria de Damhouder kocht Judocus van der Straeten in 1653 een perceel grond op de hoek van de Oude Gentweg en de Driekroezenstraat. Gelet op de naam die Van der Straeten aan zijn stichting gaf, bouwde hij symbolisch zeven huizen, en metselde een steen in met het jaartal 1654.
In 1939 kregen de huizen aansluiting op de elektriciteit, in 1951 werden grotere vensters geplaatst en in 1979 werden de huizen verbouwd tot vier wooneenheden.
In de tuin staat een kapel met tudorboogdeur en rechts twee korfboogvensters.